# Acacia venosa
Senegalia venosa là một loài rau đậu thuộc họ Fabaceae. Loài này có ở Eritrea và Ethiopia. Chúng hiện đang bị đe dọa vì mất môi trường sống.